# Elisabethkirche (Berlín)
Elisabethkirche je největší ze čtyř kostelů Berlínského Předměstí. Sakrální stavbu náležející k Evangelické církvi Berlín-Braniborsko-slezská Horní Lužice navrhl Karl Friedrich Schinkel v 30. letech 19. století. Je zasvěcen svaté Alžbětě. V průběhu druhé světové války byla budova poškozena a od roku 1990 je sanována.

## Historie
Rozrůstání Berlína na počátku 19. století sebou přineslo potřebu výstavby kostelů v nových městských částech. Na pokyn krále Friedricha Wilhelma III. začal Schinkel roku 1828 vytvářet první návrhy. Požadovány byly jednoduché a levné budovy bez věží či okázalé fasády. Všechny čtyři kostely mají podobnou základní koncepci. Elisabethkirche na Invalidenstraße s místem pro 1 200 osob je z nich největší. Výstavba trvala od roku 1832 do 1834. 28. června 1835 byl kostel vysvěcen. Korunní princezna Alžběta byla této události přítomna, její jméno pravděpodobně hrálo roli při volbě názvu stavby.
1881 nechal Hermann Mächtig zřídit kolem kostela veřejný park; v roce 2001 byl po rozsáhlých úpravách znovu otevřen.
Při leteckém útoku v noci z 8. na 9. března 1945 byl Elisabethkirche zasažen fosforovou bombou a vyhořel. V následujících desetiletích byl v ruinách. Roku 1990 se začalo s jeho rekonstrukcí.

## Architektura
Elisabethkirche je tvořen klasicistní halou jednoduchého obdélníkového půdorysu o rozměrech 28 krát 18 metrů. Portiko před Invalidenstraße je podpíráno šesti dórskými sloupy. Opačnou stranu budovy tvoří půlkruhová apsida. Varhany a dřevěný strop byly zničeny.